# Cal Romaní (Capellades)
Cal Romaní és una obra de Capellades (Anoia) protegida com a Bé Cultural d'Interès Local.

## Descripció
Tenía la estructura típica dels molíns paperers: Planta rectangular, petites finestretes rectangulars i que es superposen en 2 o tres pisos.
El material constructiu bàsic és la pedra, però després aquest edifici va esser ampliat i es van afegir estructures de maó sense tenir en compte l'estètica de l'edifici.

## Història
El sostre encara conserva la creu de la capelleta de Santa Barbara.